# Музыка Kingdom Hearts
Музыка в серии игр Kingdom Hearts была написана Ёко Симомурой при поддержке Каору Вады. Оригинальный саундтрек игр был выпущен в трёх альбомах и четырёх компиляциях. Саундтрек к серии игр Kingdom Hearts сопровождается композициями из фильмов Disney и серии игр Final Fantasy. Например, это «Mickey Mouse Club March», написанная Джимми Доддом, «This Is Halloween», написанная Дэнни Эльфманом, «One-Winged Angel», написанная Нобуо Уэмацу. Также в играх присутствуют вокальные песни. Самые популярные — это Hikari и Passion. Обе композиции были написаны и исполнены японской певицей Хикару Утадой. Оригинальный язык композиций «Hikari» и «Passion» японский, но Хикара Утада исполнила их также на английском. Они имеют название «Simple and Clean» и «Sanctuary» соответственно.
Хотя и большинство альбомов были выпущены только в Японии, но саундтрек к первой игре серии был выпущен во всём мире. В целом, музыка была хороша воспринята, а некоторые композиции получили особую похвалу.